# Вальс
Вальс (через фр. valse, от нем. Walzer «кружиться, выкручивать ногами в танце») — парный танец в трёхдольных музыкальных размерах и умеренно-быстром темпе, представляющий собой плавное кружение в сочетании с поступательным движением. Вальс стал одним из наиболее популярных бытовых музыкальных жанров и получил широкое распространение в профессиональной музыке Европы.

## Музыкальные особенности
Вальс — танец в умеренно-быстром темпе, в трёхдольном размере (3/4, 3/8, 6/8). Его основа — плавное кружение при сохранении поступательности движения. В пределах одного такта гармония не меняется, что обусловило характерные черты аккомпанемента, включающего басовый звук на сильной доле и 2 одинаковых аккорда на слабых.
Быстрые формы вальса называют «венским». Поздняя медленная форма известна как вальс-бостон. Сохранив скользящее движение и приставной классического вальса, он сильнее акцентирует вертикальное движение ступни (с носка на пятку). Этот танец, возникнув в США после 1874 года, вернулся в Европу, где стал известен как английский, или медленный, вальс, и вошёл в программу соревнований по бальным танцам.

## История
Хотя элементы, позднее нашедшие выражение в вальсе, встречаются во многих народных танцах Центральной и Западной Европы (последнюю представляет провансальская вольта, в эпоху барокко превратившаяся в придворный танец), непосредственный исторический предшественник вальса — лендлер, народный крестьянский танец в Южной Германии и Австрии. Именно лендлер за характерное круговое движение в 1770-х годах начали впервые называть вальсом. Самые ранние сценические воплощения вальса известны по произведениям А. Гретри (опера «Колинетта при дворе», 1782) и В. Мартин-и-Солера (опера «Редкая вещь», 1786). Вальс в его ранних, близких к народным, формах нашёл затем отражение в произведениях Йозефа Гайдна, В. А. Моцарта (вальсовая форма фигурирует во всех трёх операх на либретто Л. да Понте), Л. ван Бетховена.
Первоначально «кружащиеся» парные танцы считались сомнительными с точки зрения морали из-за близости партнёров, обнимающих друг друга, и задирающихся при кружении юбок. Они неоднократно запрещались в разных странах, и некоторые из них известны только по текстам запретительных указов. Однако в последние десятилетия XVIII века, в эпоху социальных реформ в Австрии, известных как «иосифизм», при императорском дворе возник интерес к народным танцам. После проникновения в Вену и другие города лендлер «облагородился», из него исчезли многие фигуры за исключением собственно поступательно-кругового движения, тогда как музыка, напротив, усложнилась. В целом музыка и танцевальные движения стали более плавными, а темп ускорился, сформировалась постоянная ритмическая формула с акцентом на первой доле. В начале XIX века вальс превратился в самый популярный танец во всех слоях европейского общества, распространившись при дворах разных стран после Венского конгресса. В это время известность получили вальсы Шуберта — поэтичные и лиричные миниатюры, сохранявшие традиционную двухчастную (реже трёхчастную) форму и часто объединяемые в серии и сюиты. Традиция шубертовских вальсов была продолжена в творчестве Шумана (фортепианные пьесы «Бабочки» и «Карнавал») и Брамса (op.39 «16 вальсов для фортепиано», «Вальсы любви» и «Новые вальсы любви» для вокального квартета).
Одновременно шёл процесс адаптации вальса к концертному исполнению и его превращения в крупное инструментальное произведение. Начало этой тенденции было положено в творчестве И. Б. Шидермайра («11 немецких танцев» 1807 года с интродукциями и кодами) и И. Н. Гуммеля (в том числе op. 31 «Танцы для зала Аполлона» — фортепианное произведение 1808 года с трио, репризой и кодой). В полной мере её развил К. Вебер в «Приглашении к танцу» (1819), где преодолены сюитные черты и вся развёрнутая пьеса от интродукции до коды опирается на единую поэтическую идею.
Развитию венского вальса как социального танца в особенности способствовали работы Йозефа Ланнера и династии Штраусов — Иоганна Штрауса — отца, Йозефа и Иоганна Штрауса — сына, который стал известен как «король вальса». Излюбленной формой для Ланнера и Штрауса-старшего стала так называемая «цепь вальсов» (нем. Walzerkette), состоящая из пяти танцев. Иоганн-младший развил эту форму, внёс улучшения в ритмику, гармонию и оркестровку. В его творчестве первая доля становится короче, а при переходе от интродукции к собственно танцу происходит ускорение темпа. В число самых известных его произведений входят «На прекрасном голубом Дунае» «Сказки Венского леса» и «Весенние голоса».

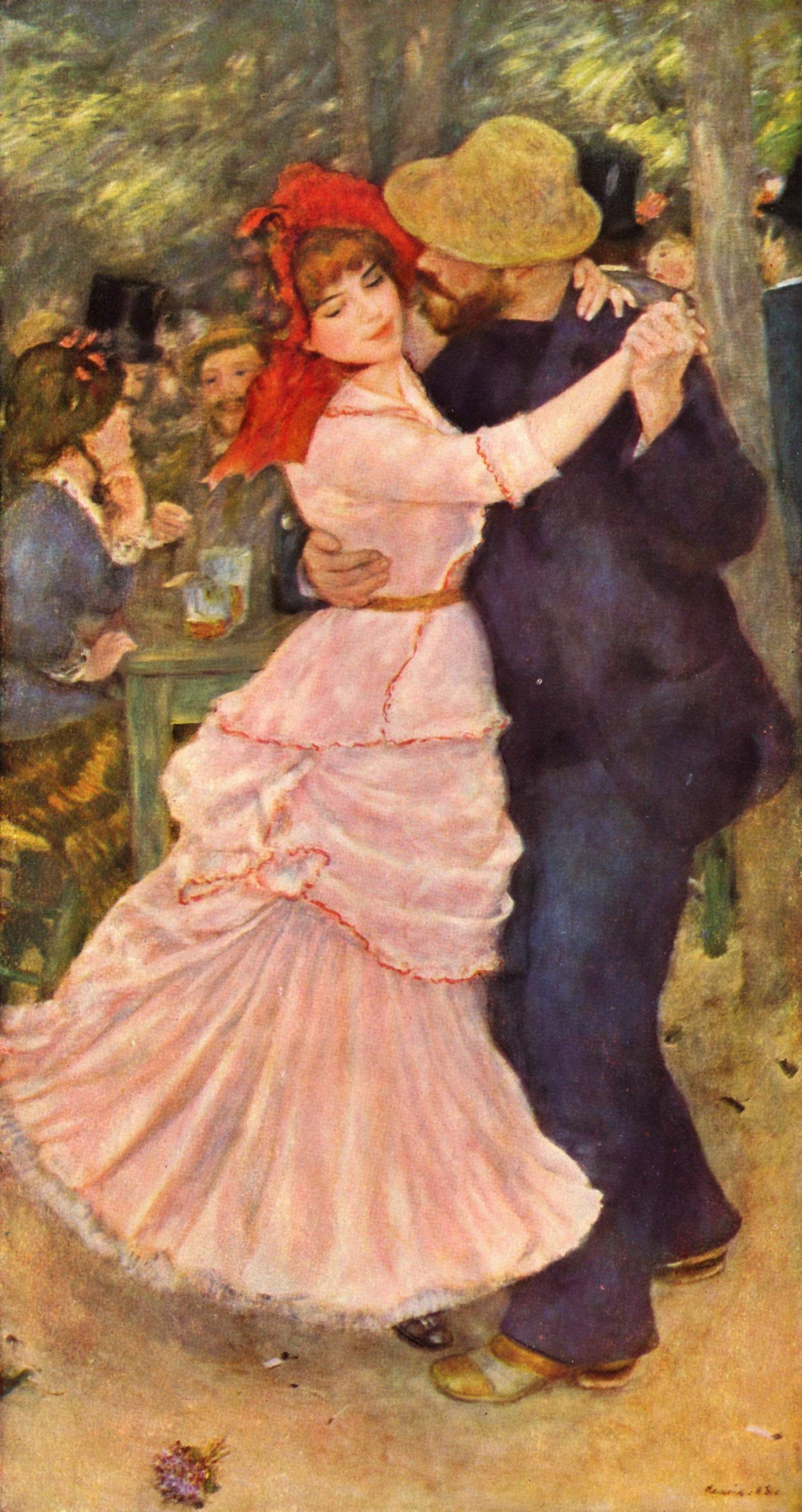
Пьер-Огюст Ренуар. Танец в Буживале, 1883

Помимо Вены, популярная разновидность вальса возникла во Франции, где в него входили три части в разных темпах, а наряду с размером 3/4 были распространены также 3/8 и 6/8. Мастером французского вальса считался композитор Эмиль Вальдтейфель. Вальс нашёл выражение в национальных музыкальных школах Норвегии (фортепианные вальсы Эдварда Грига), Финляндии («Valse triste» Сибелиуса), России (начиная с фортепианного вальса А. С. Грибоедова).
Инструментальную традицию в интерпретации вальса продолжали Ф. Шопен и Ф. Лист, в чьём творчестве он сближается с романтической поэмой и характеризуется лиризмом и поэтизмом, которые сочетаются с элегантностью и виртуозностью. Специфичные черты вальса адаптировались для разных видов музыки, в частности, он, в частности, включался вместо менуэта в симфонии («Фантастическая симфония» Г. Берлиоза, Симфония № 5 П. И. Чайковского), широко встречается в балетах. В операх и опереттах использовался как в сценах балов и массовых танцев («Фауст» Ш. Гуно, «Евгений Онегин»), так и в качестве ритмической основы сольных номеров (вальсы Джульетты в «Ромео и Джульетте» Гуно и Мюзетты в «Травиате» Верди). Традиции венского вальса возрождались в «Кавалере розы» Р. Штрауса, музыкальной поэме «Вальс» Равеля.
В симфоническом наследии Чайковского вальс в целом служит выражению идей о красоте мира и ценности жизни. Эту же традицию развивал С. С. Прокофьев в «Пушкинских вальсах», «Золушке», «Войне и мире». В XX веке вальс часто служил для создания атмосферы идеализированного прошлого, иногда в иронической, гротесковой форме. В пародийном ключе вальс реализован у Стравинского («Петрушка», «История солдата»), А. Берга («Воццек»), Шостаковича («Катерина Измайлова»).